# Ostřice vrchovištní zaplavovaná
Ostřice vrchovištní zaplavovaná (Carex magellanica subsp. irrigua, syn. Carex paupercula, Carex paupercula subsp. irrigua, Carex mageallanica auct.) je druh jednoděložné rostliny z čeledi šáchorovité (Cyperaceae).

## Popis
Jedná se o rostlinu dosahující výšky nejčastěji 10-40, vzácněji až 80 cm. Je vytrvalá a netrsnatá s krátkými plazivými na konci vystoupavými oddenky. Listy jsou střídavé, přisedlé, s listovými pochvami. Lodyha asi stejně dlouhá jako listy, nahoře trochu drsná. Čepele jsou asi 2-4 mm široké, nahoře drsné, ploché až ploše žlábkovité, šedě zelené. Ostřice vrchovištní patří mezi různoklasé ostřice, nahoře jsou klásky (téměř) čistě samčí, dole (téměř) čistě samičí. Samčí klásek bývá pouze jeden, nahoře má někdy několik samičích květů, samičí jsou většinou 2-3, většinou nicí a někdy v dolní části obsahují několik samčích květů. Listeny jsou asi stejně dlouhé jako celé květenství, na bázi s krátkými pochvami. Okvětí chybí. V samčích květech jsou zpravidla 3 tyčinky. Čnělky jsou většinou 3. Plodem je mošnička, která je asi 2,5-3,6 mm dlouhá, sivozelená až modrozelená, nevýrazně žilnatá až bezžilná, zobánek je nezřetelný. Každá mošnička je podepřená plevou, která je tmavě červenohnědá. V ČR kvete nejčastěji v červnu až v červenci. Počet chromozómů: 2n=těžko říct.

## Rozšíření
Ostřice vrchovištní je severský druh s cirkumpolárním rozšířením, roste hlavně v severní Evropě, jižněji většinou v horách, na Sibiři a v některých horách Asie, dále v Kanadě, na Aljašce a na severu USA. Mapka rozšíření viz zde: . Na jižní polokouli, hlavně v Patagonii a v Ohňové zemi roste blízce příbuzný druh Carex magellanica. Někteří autoři tyto 2 druhy spojovali do jednoho a rozlišovali populace na severní a jižní polokouli jako subspecie.

## Rozšíření v Česku
V ČR roste jen velmi vzácně v horských oblastech, jedná se o silně ohrožený druh flóry ČR, kategorie C2. Jejím domovem jsou rašeliniště. Je známa ze Šumavy a Krkonoš, dříve rostla i v Krušných horách.